# Buchneria dofleini
Buchneria dofleini är en mossdjursart som först beskrevs av P. Buchner 1924.  Buchneria dofleini ingår i släktet Buchneria och familjen Lepraliellidae. Inga underarter finns listade i Catalogue of Life.